# 羽溪了諦
羽溪 了諦（はたに りょうたい、1883年8月17日 - 1974年8月13日）は日本の仏教学者、浄土真宗の僧侶。

## 経歴
福井県遠敷郡出身。旧姓・向嶋。号・青浜。1909年京都帝国大学文科大学哲学科を首席で卒業。同大学院を経て副手、1923年講師、1927年助教授、1935年教授。1921年龍谷大学教授を兼ね、1931年大谷大学教授を兼ねる。1934年「西域仏教ノ特徴」で京大文学博士。1936年龍谷大学長。1943年9月京大定年退官。京大、龍谷大、京都女子大学各名誉教授。浄土真宗本願寺派総務。1955年紫綬褒章、勲三等旭日中綬章受勲。1945年戦後のGHQ指導のもとの教育刷新委員会において教育基本法原案の骨組みを担当した第一特別委員会のメンバー。 。

## 著書
- 『解信ト仰信』法蔵館 1910
- 『釋尊乃研究』丙午出版社 1910
- 『阿弥陀佛の信仰』興教書院 1913
- 『西域之佛教』法林舘 1914
- 『仏教学概論序説』仏教年鑑社 1935
- 『佛教教育學』大東出版社 1936
- 『超世の本願』興教書院 1937
- 『眞實の宗教』あそか書林 1953
- 『大乗経典の成立』永田文昌堂 1964
- 『日本仏教の精華：羽溪了諦集』教育新潮社 1968
- 『仏教の真髄』仏教伝道協会 1974
- 『仏教論説選集：羽渓博士米寿記念』大東出版社 1971

### 論文
- CiNii>羽溪了諦
- INBUDS>羽溪了諦